# Brazília az 1992. évi téli olimpiai játékokon
Brazília a franciaországi Albertville-ben megrendezett 1992. évi téli olimpiai játékok egyik részt vevő nemzete volt. Az országot az olimpián 1 sportágban 7 sportoló képviselte, akik érmet nem szereztek. Brazília először vett részt a téli olimpiai játékokon.

## Alpesisí
Férfi
| Versenyző               | Versenyszám            | 1. futam      | 1. futam      | 2. futam      | 2. futam      | Összesítés | Összesítés |
| Versenyző               | Versenyszám            | Idő           | Hely.         | Idő           | Hely.         | Idő        | Helyezés   |
| ----------------------- | ---------------------- | ------------- | ------------- | ------------- | ------------- | ---------- | ---------- |
| Marcelo Apovian         | Műlesiklás             | nem ért célba | nem ért célba | kiesett       | kiesett       | kiesett    | kiesett    |
| Marcelo Apovian         | Óriás-műlesiklás       | 1:23,07       | 84.*          | 1:24,97       | 76.           | 2:48,04    | 73.        |
| Marcelo Apovian         | Szuperóriás-műlesiklás |               |               |               |               | 1:27,87    | 76.        |
| Lothar Christian Munder | Lesiklás               |               |               |               |               | 2:07,34    | 41.        |
| Lothar Christian Munder | Szuperóriás-műlesiklás |               |               |               |               | 1:21,07    | 55.        |
| Robert Scott Detlof     | Műlesiklás             | 2:06,00       | 80.           | 1:12,58       | 49.           | 3:18,58    | 63.        |
| Hans Egger              | Műlesiklás             | 1:11,95       | 62.           | 1:12,56       | 48.           | 2:24,51    | 48.        |
| Hans Egger              | Óriás-műlesiklás       | 1:27,47       | 95.           | nem ért célba | nem ért célba | kiesett    | kiesett    |
| Hans Egger              | Szuperóriás-műlesiklás |               |               |               |               | 1:35,88    | 86.        |
| Fábio Igel              | Óriás-műlesiklás       | 1:28,83       | 98.           | nem ért célba | nem ért célba | kiesett    | kiesett    |
| Sérgio Schuler          | Műlesiklás             | nem ért célba | nem ért célba | kiesett       | kiesett       | kiesett    | kiesett    |
| Sérgio Schuler          | Óriás-műlesiklás       | 1:22,31       | 81.           | 1:20,30       | 64.           | 2:42,61    | 64.        |
| Sérgio Schuler          | Szuperóriás-műlesiklás |               |               |               |               | 1:27,41    | 75.        |

| Versenyző               | Versenyszám | Lesiklás | Lesiklás | Lesiklás | Műlesiklás | Műlesiklás | Műlesiklás    | Műlesiklás    | Műlesiklás | Műlesiklás | Műlesiklás | Összesítés | Összesítés |
| Versenyző               | Versenyszám | Lesiklás | Lesiklás | Lesiklás | 1. futam   | 1. futam   | 2. futam      | 2. futam      | Össz.      | Össz.      | Össz.      | Összesítés | Összesítés |
| Versenyző               | Versenyszám | Idő      | Pont     | Hely.    | Idő        | Hely.      | Idő           | Hely.         | Idő        | Pont       | Hely.      | Pont       | Helyezés   |
| ----------------------- | ----------- | -------- | -------- | -------- | ---------- | ---------- | ------------- | ------------- | ---------- | ---------- | ---------- | ---------- | ---------- |
| Lothar Christian Munder | Összetett   | 1:57,01  | 122,73   | 50.      | 1:07,26    | 39.        | nem ért célba | nem ért célba | kiesett    | kiesett    | kiesett    | kiesett    | kiesett    |

Női
| Versenyző      | Versenyszám            | 1. futam | 1. futam | 2. futam | 2. futam | Összesítés | Összesítés |
| Versenyző      | Versenyszám            | Idő      | Hely.    | Idő      | Hely.    | Idő        | Helyezés   |
| -------------- | ---------------------- | -------- | -------- | -------- | -------- | ---------- | ---------- |
| Evelyn Schuler | Óriás-műlesiklás       | 1:26,62  | 49.      | 1:31,70  | 40.      | 2:58,32    | 40.        |
| Evelyn Schuler | Szuperóriás-műlesiklás |          |          |          |          | 1:48,74    | 46.        |

* - egy másik versenyzővel azonos eredményt ért el